# オオセグロカモメ

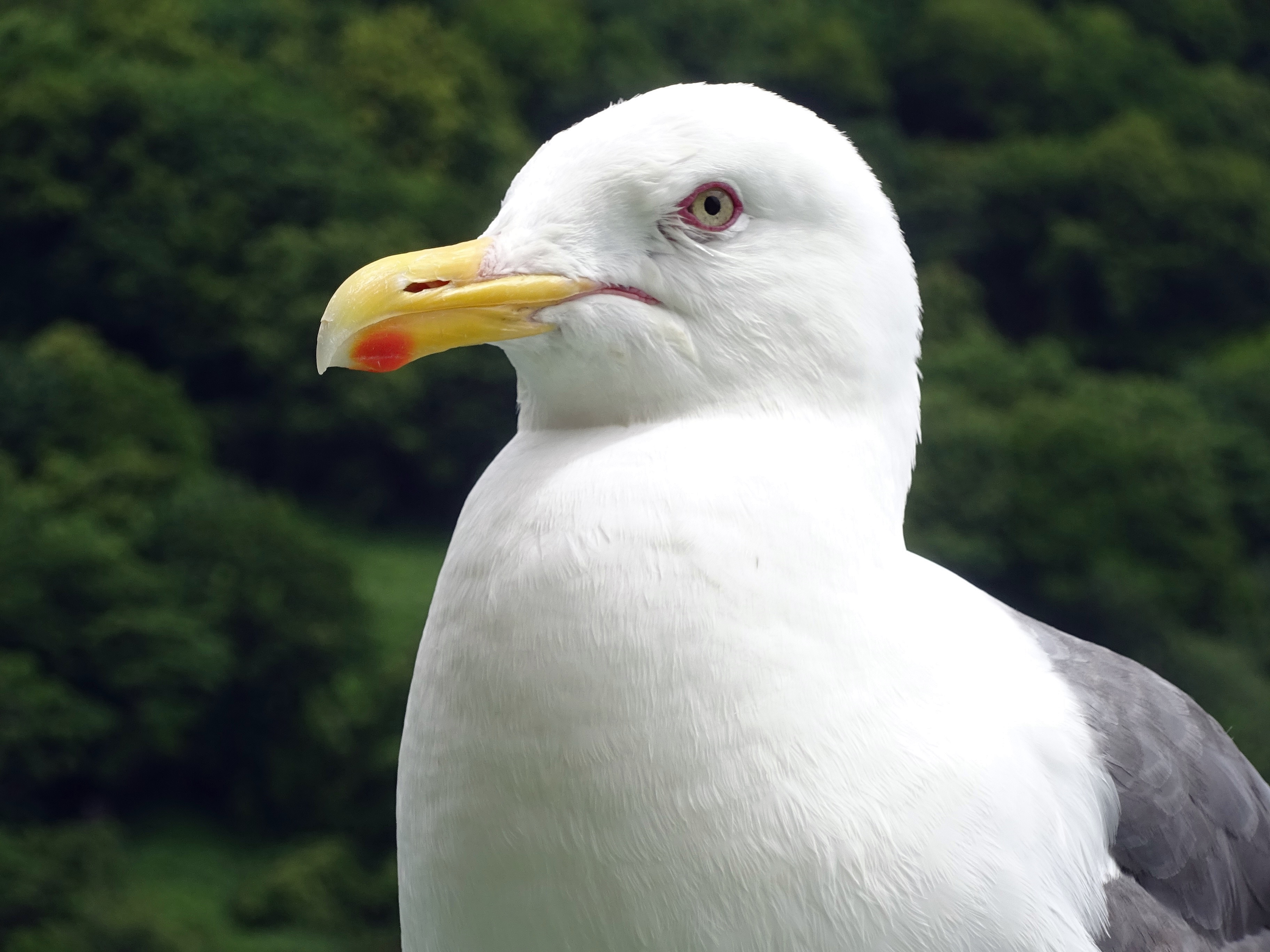
オオセグロカモメの顔立ち

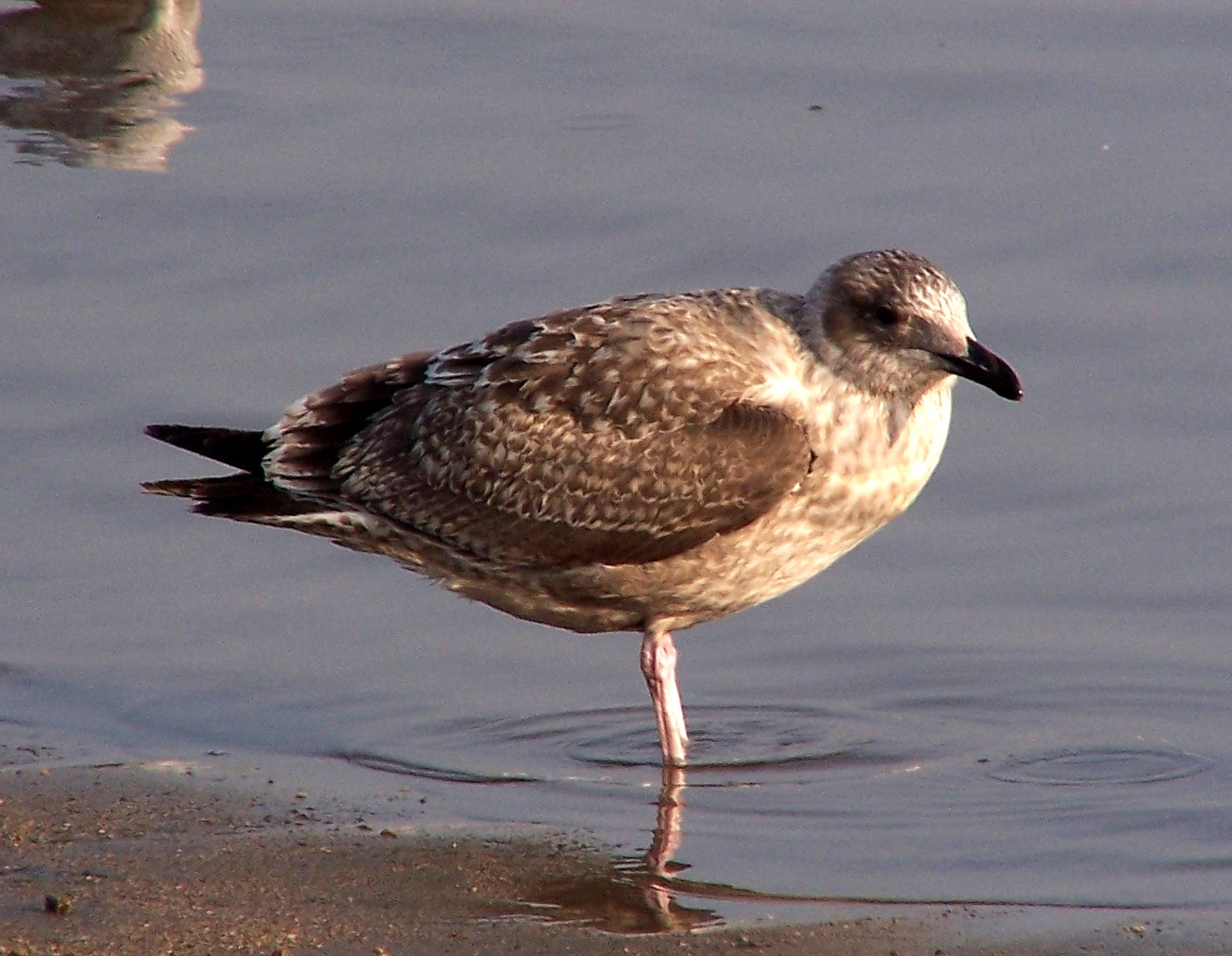
若鳥

オオセグロカモメ（大背黒鴎、Larus schistisagus）は、チドリ目カモメ科カモメ属に分類される鳥類。

## 分布
大韓民国、中華人民共和国北東部、朝鮮民主主義人民共和国、日本、ロシア南東部
冬季になると中華人民共和国北東部などへ南下し越冬する。ロシア南東部では周年生息する。日本では北海道や東北地方で周年生息（留鳥）､本州中部から九州に冬季になると越冬のため飛来（冬鳥）する。

## 形態
全長55-67cm。翼開張132-150cm。体重1.2-1.7kg。和名はセグロカモメより大型である事に由来する。頭部や胴体下面は白い羽毛で被われる。尾羽の色彩も白い。背中や翼上面は青みがかった暗灰色の羽毛で被われ、英名（slaty-backed=粘板岩色の背中をした）の由来になっている。風切羽は黒く、先端に白い斑紋が入る。
嘴は太くて長い。嘴の色彩は黄色で、下嘴の先端近くに赤い斑紋が入る。後肢の色彩はピンク色。
卵は灰緑色や暗緑色の殻で覆われ、暗褐色や灰青色の斑点や筋模様が入る。幼鳥は全身が灰褐色の羽毛で被われ、羽毛の外縁（羽縁）が淡褐色。初列風切の色彩は褐色。嘴の色彩は黒い。
夏季は頭部から頸部にかけて斑紋が無く（夏羽）、冬季は頭部から頸部にかけて淡褐色の斑点が入る（冬羽）。

## 生態
海洋や河口、干潟、その周辺にある湖沼などに生息する。最近市街地でも見られる。冬季になると同科他種と混群を形成する事もある。
食性は雑食で、魚類、昆虫、甲殻類、軟体動物、環形動物、動物の死骸などを食べる。他の鳥類が捕らえた獲物を奪ったり、他の鳥類の卵や雛を食べる事もある。
繁殖形態は卵生。集団繁殖地（コロニー）を形成する。沿岸部の岩礁や草原などに木の枝や枯草、海藻などを組み合わせた皿状の巣を作り、日本では5-7月に1回に2-4個（主に3-4個）の卵を産む。雌雄交代で抱卵し、抱卵期間は25-26日。雛は孵化してから約40日で巣立つ。生後3年で性成熟すると考えられているが、生後4年で成鳥羽に生え換わる。

## ワシカモメとの交雑
2003年に北海道礼文島でワシカモメとの交雑記録が報告されている。
また、2005年から2010年にかけて、北海道利尻町で、2009年には北海道利尻富士町で、繁殖行動が観察されている。

## 人間との関係
漁港にも生息し、漁場や網場などで漁獲物やゴミを漁ることもある。
北海道札幌市では、ビルの屋上や立体駐車場などで営巣し、海ではなく川を生活の場としている個体が多数観測されている。